# Крес (Пиј де Дом)
Крес (фр. Creste) насеље је и општина у централној Француској у региону Оверња, у департману Пиј де Дом која припада префектури Исоар.
По подацима из 2011. године у општини је живело 53 становника, а густина насељености је износила 12,16 становника/km². Општина се простире на површини од 4,36 km². Налази се на средњој надморској висини од 780 метара (максималној 874 m, а минималној 549 m).

## Демографија
| 1962. | 1968. | 1975. | 1982. | 1990. | 1999. | 2011. |
| ----- | ----- | ----- | ----- | ----- | ----- | ----- |
| 28    | 42    | 35    | 37    | 31    | 41    | 53    |

График промене броја становника у току последњих година